# ATP Challenger Koblenz
Das ATP Challenger Koblenz (offizieller Name: Koblenz Open) ist ein Tennisturnier in Koblenz, das 2017 zum ersten Mal ausgetragen wurde. Es ist Teil der ATP Challenger Tour und wird auf Hartplatz in der EPG Arena ausgetragen.

## Liste der Sieger

### Einzel
| Jahr                         | Sieger          | Finalgegner             | Ergebnis       |
| ---------------------------- | --------------- | ----------------------- | -------------- |
| 2025                         | Ugo Blanchet    | Luca Nardi              | 6:3, 3:6, 7:65 |
| 2024                         | Jurij Rodionov  | Brandon Nakashima       | 6:77, 6:1, 6:2 |
| 2023                         | Roman Safiullin | Vasek Pospisil          | 6:2, 7:5       |
| 2021–2022: nicht ausgetragen |                 |                         |                |
| 2020                         | Tomáš Macháč    | Botic van de Zandschulp | 6:3, 4:6, 6:3  |
| 2019                         | Gianluca Mager  | Roberto Ortega Olmedo   | 2:6, 7:66, 6:2 |
| 2018                         | Mats Moraing    | Kenny de Schepper       | 6:2, 6:1       |
| 2017                         | Ruben Bemelmans | Nils Langer             | 6:4, 3:6, 7:60 |

### Doppel
| Jahr                         | Sieger                                     | Finalgegner                         | Ergebnis          |
| ---------------------------- | ------------------------------------------ | ----------------------------------- | ----------------- |
| 2025                         | Jakub Paul David Pel (2)                   | Geoffrey Blancaneaux Joshua Paris   | kampflos          |
| 2024                         | Sander Arends (2) Sem Verbeek              | Jakob Schnaitter Mark Wallner       | 6:4, 6:2          |
| 2023                         | Fabian Fallert Hendrik Jebens              | Jonathan Eysseric Denys Moltschanow | 7:62, 6:3         |
| 2021–2022: nicht ausgetragen |                                            |                                     |                   |
| 2020                         | Sander Arends (1) David Pel (1)            | Julian Lenz Yannick Maden           | 7:64, 7:63        |
| 2019                         | Zdeněk Kolář Adam Pavlásek                 | Jürgen Melzer Filip Polášek         | 6:3, 6:4          |
| 2018                         | Romain Arneodo Sam Weissborn               | Sander Arends Antonio Šančić        | 6:74, 7:5, [10:6] |
| 2017                         | Hans Podlipnik-Castillo Andrej Wassileuski | Roman Jebavý Lukáš Rosol            | 7:5, 3:6, [16:14] |